# Mary Porto Casas
María Esther Porto Casas (Montevideo, 22 de diciembre de 1960) es una artista plástica, artesana y activista afrouruguaya.

## Reseña biográfica
Tomó cursos de Publicidad Gráfica en la Escuela de Artes Aplicadas Pedro Figari.
Realizó los dibujos para la portada del libro Yeninyanya de Oscar Montaño (Mundo Afro, 2001) e ilustró Los tambores del candombe de Luis Ferreira (2002).
A mediados de la década del 2000, Porto Casas coordinó una cooperativa de producción de artesanías, emplazada en el local de Organización Mundo Afro (OMA). Allí también estaba a cargo de talleres destinados a mujeres, para la confección de joyería con materiales reciclados y pintura con óleos, entre otros. La producción era vendida en ferias artesanales.
Fruto de esa experiencia, en 2007 fundó junto con otras compañeras la organización Nzinga, que se dedica a la formación de mujeres afro, a través de talleres, y a la producción y venta de artesanías.
Es responsable de las ilustraciones para los sellos postales conmemorativos por el Año Internacional de los Afrodescendientes en 2011 y para los de la Serie Personalidades Afrouruguayas del Correo Uruguayo.
Ha participado en numerosas exposiciones individuales y colectivas. En 2019 expuso en la cuarta Bienal de Montevideo.

## Producción artística
Porto Casas busca reflejar en sus obras diferentes características de la mujer y la comunidad afrodescendientes, reivindicando su papel en la sociedad uruguaya. Por ejemplo, una de sus obras, “La Lancera”, retrata a una de las tantas mujeres que acompañaba en la línea de frente a los batallones para curar a los soldados. Ha ilustrado personajes históricos relacionados con la Revolución Artiguista, así como a personajes populares del candombre.
También se destaca, entre sus temas, la denuncia sobre las consecuencias de las etapas esclavistas en el colectivo afrouruguayo.